# Орешани
Орешани (словац. Orešany) — село, громада округу Топольчани, Нітранський край. Кадастрова площа громади — 6.72 км².
Населення 328 осіб (станом на 31 грудня 2019 року).

## Історія
Орешани згадуються 1330 року.

## Населення
| Рік:            | 1994. | 2004.    | 2014.    | 2024.   |
| --------------- | ----- | -------- | -------- | ------- |
| Кількість осіб: | 316   | 281      | 333      | 330     |
| Різниця:        |       | -11,07 % | +18,50 % | -0,90 % |

| Рік:            | 2023. | 2024.   |
| --------------- | ----- | ------- |
| Кількість осіб: | 325   | 330     |
| Різниця:        |       | +1,53 % |